# Lepanthes monilia
Lepanthes monilia är en orkidéart som beskrevs av Carlyle August Luer och Rodrigo Escobar. Lepanthes monilia ingår i släktet Lepanthes och familjen orkidéer. Inga underarter finns listade i Catalogue of Life.